# Johann Faulhaber
Johann Faulhaber (n. 5 mai 1580, Ulm, Sfântul Imperiu Roman – d. 10 septembrie 1635, Ulm, Sfântul Imperiu Roman) a fost un matematician german.
În tinerețe, a continuat meseria de țesător a tatălui său.
Mai târziu a devenit profesor de matematică, apoi inspector de poduri și măsuri în orașul natal.
A devenit celebru în întreaga lume, anticipând prin calcul apariția unei comete.
În 1620, când René Descartes a venit la Ulm, i-a făcut o vizită și îi prezintă o problemă dificilă, căreia a doua zi Faulhaber îi indică rezolvarea.
În 1630 i se propune întocmirea planului de reconstrucție a orașului Frankfurt.
În 1632 a primit invitația regelui Suediei pentru conducerea unor lucrări de fortificații la Memmingen și Lumingen.
A calculat sumele primelor 11 serii de puteri de forma {\displaystyle 1^{n}+2^{n}+3^{n}+\cdots } și a format seriile de diferențe pentru primele valori ale lui n.
A calculat sumele puterilor numerelor întregi până la {\displaystyle \sum {n^{17}},} și a dat peste primele opt numere ale lui Bernoulli.
Faulhaber a descoperit formula: {\displaystyle \cos ^{2}\alpha +\cos ^{2}\beta +\cos ^{2}\gamma =1,} valabilă în cazul unui tetraedru cu trei muchii egale și perpendiculare între ele.
A murit tânăr suferind de holeră.

## Scrieri
- Arithmetischer cubicosischer Lustgarten, mit neuen Inventionibus gepflauert
- 1610: Neue geometrische und perspectivische Inventiones zu Grundrissen der Basteyen und Vestungen (Frankfurt)
- 1614: Aritmetischer Wegneiser (Ulm)
- 1617: Continuatio seiner neuen Wunderkunste
- 1622: Miracula Arithmetica (Augsburg)
- 1631: Canon triangulorum logarithmicus (Augsburg)
- 1631: Zehntausend logarithmi der absolut oder ledigen Zahlen von 1 bis 10.000 (Augsburg).

1. ↑  MacTutor History of Mathematics archive, accesat în 22 august 2017
2. ↑  Johann Faulhaber, Autoritatea BnF
3. ↑  „Johann Faulhaber”, Gemeinsame Normdatei, accesat în 10 decembrie 2014
4. ↑  „Johann Faulhaber”, Gemeinsame Normdatei, accesat în 30 decembrie 2014